# Бюдельсдорф
Бюдельсдорф (нім. Büdelsdorf) — місто в Німеччині, розташоване в землі Шлезвіг-Гольштейн. Входить до складу району Рендсбург-Екернферде.
Площа — 6,24 км2. Населення становить 10 466 ос. (станом на 31 грудня 2020).